# Deep in the Woods
Deep in the Woods est un festival de musique de musiques alternatives se déroulant chaque été en Belgique à Massembre, Hastière. Le festival propose une programmation différente et internationale. Il est ouvert à tous les genres musicaux comme le rock indépendant ou le folk.